# إيفان زايتسيف (لاعب كرة قدم)
إيفان زايتسيف (الروسية: Иван Зайцев) هو لاعب كرة قدم روسي في مركز الوسط، ولد في 19 مايو 1993. لعب مع روبين كازان.